# Xercès Louis
Xercès Louis (Sainte-Marie, 31 ottobre 1926 – Les Salles-du-Gardon, 6 marzo 1978) è stato un calciatore francese, di ruolo difensore.

## Carriera
A livello di club giocò per Lione OU, Lens e Bordeaux.